# Mascali
Mascali – miejscowość i gmina we Włoszech, w regionie Sycylia, w prowincji Katania.
Według danych na rok 2004 gminę zamieszkiwało 11 075 osób, 299,3 os./km².
W miejscowości znajduje się przystanek kolejowy Mascali.